# 瓦班站
瓦班站（英語：Waban station）是马萨诸塞州波士顿轻轨绿线D支线车站，车站位于牛顿市瓦班广场。瓦班站不是无障碍车站，从威曼街或者灯塔街通过楼梯到达车站站台。

## 历史

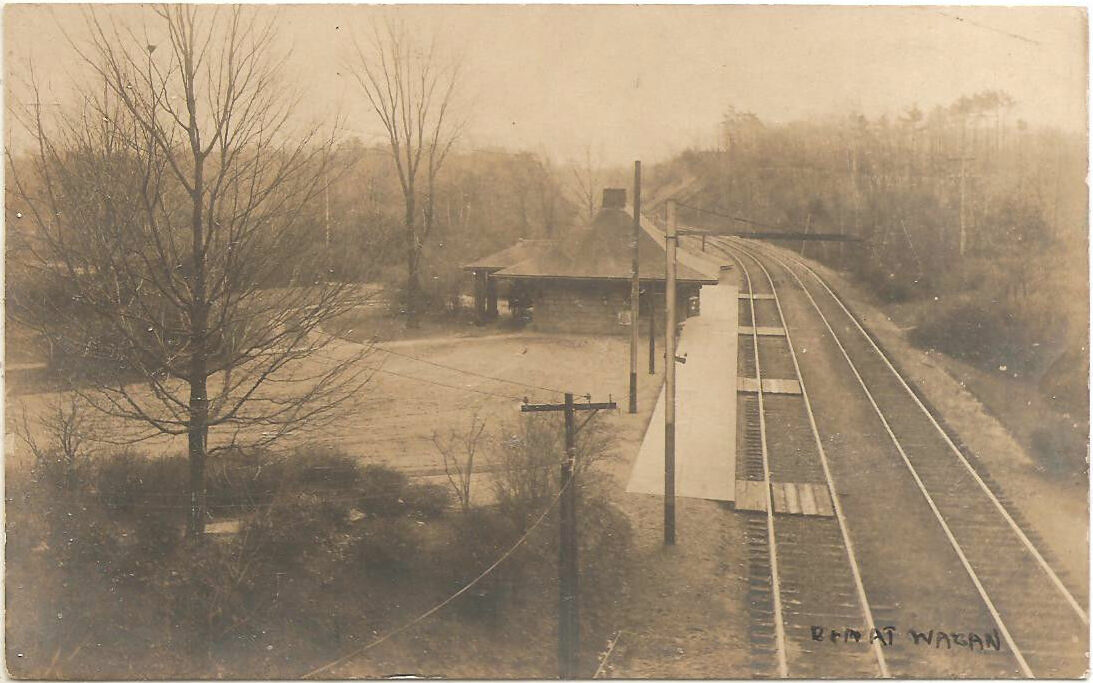
1907年明信片上的瓦班站

瓦班站旧候车楼由亨利·霍布森·理查森设计，与牛顿高地站和牛顿中心站类似，于1886年8月竣工。车站是理查森生前设计的最后一座车站。
高地客运线于1958年关闭，改造成轻轨线，并于1959年7月4日重新开放，旧候车楼在改造期间拆除，改建为停车场，可容纳74辆汽车。
瓦班站由两个售票机，用于给查理卡充值或购买车票。除此以外，还有一座带供暖的候车厅。
2008年5月28日，两列出城方向列车在瓦班站和伍德兰站之间相撞，导致1人死亡。

## 车站结构
| G 街道/站台层 | 侧式站台，右侧开门 | 侧式站台，右侧开门    |
| G 街道/站台层 | 出城               | 往河滨 （伍德兰）     |
| G 街道/站台层 | 入城               | 往政府中心 （艾略特） |
| G 街道/站台层 | 侧式站台，右侧开门 |                       |